# 在人間
參數所指定的目標頁面不存在，建議更正成存在頁面或直接建立下列一個頁面（建立前請先搜尋是否有合適的存在頁面可以取代）：
- 在人間 (消歧義)

《在人間》是一首中國西安歌手王建房翻唱的歌曲，收錄於其2014年發行的專輯《長安夜》。歌曲得名自俄羅斯作家馬克西姆·高爾基自傳三部曲之二《在人間》（俄语：В людях），改编美國歌手克里斯·梅迪納的名曲《What Are Words》，並由龍章建重新填詞，曾在内涵段子APP上走紅。歌曲表現了世事的滄桑與人生的無奈。
歌曲下架之前，台灣歌手張韶涵曾在湖南衛視《歌手2018》上演繹過此歌曲，但歌詞由嚴藝丹進行了修改，以規避政治敏感。